# Pacific Institute for the Mathematical Sciences
Vous pouvez aider à l'améliorer ou bien discuter des problèmes sur sa page de discussion.
- Il ne cite pas suffisamment ses sources. Vous pouvez indiquer les passages à sourcer avec {{référence nécessaire}} ou {{Référence souhaitée}}, et inclure les références utiles en les liant aux notes de bas de page. (Marqué depuis janvier 2022)
- La traduction est incomplète. (Marqué depuis octobre 2015)
- Il est à actualiser. Certains passages sont obsolètes ou annoncent des événements désormais passés. (Marqué depuis janvier 2022)

- Archive Wikiwix
- Bing
- Cairn
- DuckDuckGo
- E. Universalis
- Gallica
- Google
- G. Books
- G. News
- G. Scholar
- Persée
- Qwant
- (zh) Baidu
- (ru) Yandex
- (wd) trouver des œuvres sur Wikidata

Le Pacific Institute for the Mathematical Sciences (PIMS) est un institut de recherches en mathématiques créé en 1996 par des universités de l'Ouest canadien et du Nord-Ouest des États-Unis dans le but de promouvoir la recherche et l'excellence dans tous les domaines des sciences mathématiques. 
Il fournit soutien et entraînement aux étudiants et aux chercheurs post-doctorat travaillant dans les institutions membres. Il soutient également les chercheurs en visite et héberge des événements allant de la conférence individuelles à des groupes de recherche collaboratifs pluri-annuels (collaborative research groups, CRGs) dans les sciences mathématiques. 
En outre PIMS a un programme étendu de sensibilisation éducative dans le but de promouvoir les mathématiques à tous niveaux mais avec un accent particulier mis sur les niveaux primaire et secondaire (K–12).

## Structure
PIMS a une structure composée de onze institutions, neuf membres à part entière et deux membres affiliés. Les bureaux centraux du PIMS sont situés sur le campus de l'Université de la Colombie-Britannique.

### Membres à part entière
- Université de la Colombie-Britannique
- Université de Calgary
- Université de l'Alberta
- Université de Regina
- Université de Victoria
- Université de la Saskatchewan
- Université Simon Fraser
- Université de Washington
- Université de Lethbridge

### Membres affiliés
- Université de Portland
- University of Northern British Columbia

## Prix
Le Prix CRM-Fields-PIMS est remis annuellement par le Centre de recherches mathématiques, l'Institut Fields et le PIMS pour souligner des réalisations exceptionnelles en sciences mathématiques. Il est un des prix les plus prestigieux en mathématiques au Canada. 

## Directeurs
- Nassif Ghoussoub (1996-2003) ;
- Alejandro Adem (2008 - 2015) ;
- Martin Barlow (interim)